# Любево (Вармінсько-Мазурське воєводство)
Любево (пол. Lubiewo, нім. Lubjewen) — село в Польщі, у гміні Міколайки Мронґовського повіту Вармінсько-Мазурського воєводства.
Населення — 81 особа (2011).
У 1975-1998 роках село належало до Сувальського воєводства.

## Демографія
Демографічна структура станом на 31 березня 2011 року:
|          | Загалом | Допрацездатний вік | Працездатний вік | Постпрацездатний вік |
| -------- | ------- | ------------------ | ---------------- | -------------------- |
| Чоловіки | 44      | 12                 | 29               | 3                    |
| Жінки    | 37      | 7                  | 24               | 6                    |
| Разом    | 81      | 19                 | 53               | 9                    |